# Croce Rossa del Ciad

il simbolo della Croce Rossa

La Croce Rossa del Ciad è la società nazionale di Croce Rossa della Repubblica del Ciad, stato dell'Africa Centrale.

## Denominazione ufficiale
- Croix-Rouge du Tchad (CRT), in francese, lingua ufficiale dello stato e dell'Associazione.
- Chad Red Cross (CRC) o Red Cross of Chad, in inglese, utilizzata internazionalmente e presso la Federazione.

## Storia
Ls Croce Rossa del Ciad venne costituita nel 1970 in seguito alla alluvione verificatasi in quella che allora era la Prefettura di Mayo-Kébbi, nel Sud-Ovest della nazione, che rese necessario il ricovero di migliaia di senzatetto. L'Associazione venne riconosciuta ufficialmente dal Governo del Ciad nel gennaio 1983 come società nazionale di volontariato con decreto presidenziale n° 134/PR MSP/83. Nel 1988 la CRC viene riconosciuta dal Comitato Internazionale della Croce Rossa e viene ammessa nella Federazione. Nel 1993 la società ha sottoscritto un accordo con il Governo del Ciad, e nel 1998 un'assemblea generale straordinaria ha adottato il nuovo Statuto.